# Pravín
Pravín (nebo také Hradiště či Ždírec) je zaniklá tvrz nedaleko Žďáru, části obce Levínská Olešnice. Tvrz byla pravděpodobně postavena na přelomu 13. a 14. století, snad jako sídlo zemanů ze Ždírce. Zanikla ve čtrnáctém století a dochovalo se po ní tvrziště hruškovitého tvaru s průměrem okolo třiceti metrů. Bylo obklopeno velmi strmými svahy a přístupnou stranu chránil šíjový příkop, doplněn na vnější i vnitřní straně valem. Ze zástavby je patrné pouze drobné torzo zdiva.